# La Bressane
La Bressane est une mutuelle de proximité qui existe depuis 1902. Ses origines reposent sur les valeurs du mutualisme agricole[réf. nécessaire].
Son rayon d'action est principalement centré sur la région de Bresse et compte 4 agences : Vonnas, Bâgé-le-Chatel, Viriat et Pont-de-Vaux qui accueille le siège de la société. 

## Présentation
La Bressane fait partie du Groupe des assurances mutuelles de l’Est.

## Historique
M. Monnier convoqua à Coberthoud, un hameau de Dommartin, une soixantaine de cultivateurs dans une salle d’auberge. Là, il exposa le but de la réunion, donna lecture d’un projet de statuts qu’il avait élaboré, et le jour-même on posa les premières pierres de l’édifice. La Bressane fut ainsi créée le 1er mars 1902 sous la forme d'une Société mutuelle d’assurance. La vocation de cette mutuelle est alors une clientèle agricole uniquement.
Le 2 juillet 1924, une réunion d’organisation de la « nouvelle Bressane » se déroula à la salle annexe de la Salle des Fêtes de Bourg-en-Bresse, réunissant La Bressane Mutuelle Accidents agricole de Bâgé-le-Châtel, La Mutuelle Accidents agricole de Neuville-les-Dames, La Mutuelle Accidents agricole de Viriat-Saint-Just (Ain) et diverses mutuelles accidents agricoles en formation, à la suite de la loi du 15 décembre 1922 applicable au 1er septembre 1924.
La forme de la mutuelle est transformée en caisse d'assurance mutuelle agricole (Cama) le 10 mai 1967, réassurée à l’Est-Central à Nantua.
L’Est-Central fusionne avec MutaSud-Est le 1er janvier 1995, donnant naissance à Groupama Rhône-Alpes (devenu depuis Groupama Rhône-Alpes-Auvergne, GRAA). Grâce à de nouveaux statuts, toutes les caisses locales sont ruralisées et deviennent des assureurs généraliste, sauf La Bressane qui refuse de perdre son indépendance par rapport à Groupama. La Bressane conserve donc ses statuts de 1967 et reste cantonnée à la clientèle agricole.
Après un contentieux porté devant les tribunaux par Groupama, la mutuelle La Bressane gagne son procès le 28 juin 2011, et cherche un nouveau réassureur.
Le traité de réassurance par Groupama expirant au 31 décembre 2014, La Bressane réassure ses contrats d’assurance auprès du Groupe des assurances mutuelles de l'est (Gamest) le 1er janvier 2015 et ouvre son activités à la clientèle non agricole. Ses statuts changent et la Bressane devient une société d’assurance mutuelle.

### Historique des responsables
| Période | Période  | Identité                        |
| ------- | -------- | ------------------------------- |
| 1902    | 1926     | J. Monnier (industriel à Mâcon) |
| 1926    | Indéfini | B. Blanc                        |

| Période | Période  | Identité                  |
| ------- | -------- | ------------------------- |
| 1924    | 1938     | Amédée Burtin             |
| 1938    | 1942     | Pierre Morgon             |
| 1942    | 1950     | Emile Bevy                |
| 1950    | 1955     | J. Gatheron               |
| 1955    | 1961     | Maitrepierre              |
| 1961    | 1975     | Félix Vernu               |
| 1975    | 1985     | Julien Gaudet             |
| 1985    | 2004     | Jean-Paul Janichon        |
| 2004    | 2018     | Jean-Pierre Saint-Sulpice |
| 2018    | En cours | Denis Terrier             |

## Organisation
Elle est fondée sur un mode de fonctionnement mutualiste : une assemblée générale de délégués représentant les clients sociétaires, est chargée d'élire le conseil d'administration, d'approuver les comptes et de valider les grandes orientations de la mutuelle.
Les trois agences sont réparties sur Bâgé-le-Châtel (siège social), Viriat et Vonnas. La Bressane, réassurée par le Gamest, est dirigée par Eric Picard.

### Gouvernance
- Président : Denis Terrier[10];
- Conseil d’Administration : composé de 14 élus (2017).

## Chiffres clés
Plus de 5 000 contrats répartis comme suit:[réf. nécessaire]
Structure du portefeuille (en %):
| 1 Auto/moto |  | 47 |  |

| 2 Personnes |  | 20 |  |

| 3 Simples |  | 17 |  |

| 4 Agricoles |  | 14 |  |

| 5 Pros |  | 1 |  |

| 6 Autres |  | 1 |  |

## Partenaires
La Bressane travaille avec différents partenaires dont :
- Le Gamest (réassureur)
- Novamut
- Mondial Assistance